# Diecezja Manzini
Diecezja Manzini (łac.: Dioecesis Manziniensis, ang. Diocese of Manzini) – rzymskokatolicka diecezja w Eswatini.
Siedziba biskupa znajduje się przy katedrze Najświętszej Maryi Panny Wniebowziętej w Manzini.
Podlega metropolii johannesburskiej w Południowej Afryce.
Swoim zasięgiem obejmuje państwo Eswatini.

## Historia
- 7 listopada 1961 – utworzenie diecezji Manzini

## Biskupi
- biskup – José Luís Gerardo Ponce de León IMC

## Główne świątynie
- Katedra Najświętszej Maryi Panny Wniebowziętej w Manzini